# Zatoka Botaniczna
Zatoka Botaniczna (ang. Botany Bay) – głębokowodna zatoka na wschodnim wybrzeżu Australii, w Nowej Południowej Walii. Nad zatoką położona jest aglomeracja Sydney. Zatoka została odkryta 29 kwietnia 1770 roku przez Jamesa Cooka i początkowo została nazwana Sting Ray Harbour (Przystań Ogończowatych), ze względu na ogromną liczbę ryb tego gatunku, jakie w niej zaobserwowano. Dopiero później, pod wpływem odkryć roślin dokonanych przez płynących wraz z Cookiem przyrodników, skłoniła go do przemianowania zatoki na Botany Bay (nazwa Botanist Bay również była z początku używana). Pod koniec XVIII wieku Anglicy utworzyli w Botany Bay kolonię karną (pierwsi więźniowie przybyli 18 stycznia 1788 roku), z której wzięła początek europejska kolonizacja Australii.
Ujście Zatoki (tak z północnej, jak i z południowej strony) zostało objęte ochroną jako Park Narodowy Zatoki Botanicznej (Botany Bay National Park), a oba przeciwlegle krańce upamiętniają przybycie do Australii dwóch wypraw żeglarskich – na południu angielskiej pod dowództwem kpt. James Cooka (1770), a na północy francuskiej, którą dowodził kpt. Jean-François de La Pérouse (1788, La Perouse Point). Wyprawa nie wróciła do Francji i ślad po niej zaginął. Dopiero w roku 1964 stwierdzono niezbicie, że wyprawa rozbiła się na rafach atolu Vanikoro w grupie Wysp Santa Cruz, a cała załoga została zgładzona i zjedzona przez tubylców.
Do zatoki nawiązują pieśni żeglarskie: Ballada o Botany Bay, Marynarz z Botany Bay, Pola Athenry oraz ballada Jacka Kaczmarskiego 1788. Znana polska ballada Chłopcy z Botany Bay, wbrew tytułowi nie nawiązuję do zatoki, gdyż Botany Bay to w tej balladzie prawdopodobnie nazwa statku.